# Ramat David
Ramat David (hebrejsky רָמַת דָּוִד, doslova "Davidova výšina", v oficiálním seznamu sídel Ramat Dawid) je vesnice typu kibuc v Izraeli, v Severním distriktu, v Oblastní radě Jizre'elské údolí.

## Geografie
Leží v nadmořské výšce 86 metrů v západní části Jizre'elského údolí, nedaleko pahorků Dolní Galileji (Harej Nacrat, Nazaretské hory), které se zvedají severovýchodně odtud a ze kterých podél východního okraje vesnice stéká vádí Nachal Cvi. Je situována v oblasti s intenzivním zemědělstvím. Jižně od kibucu se rozkládá letecká základna Ramat David.
Vesnice se nachází cca 10 kilometrů severozápadně od města Afula, cca 78 kilometrů severovýchodně od centra Tel Avivu a cca 25 kilometrů jihovýchodně od centra Haify. Ramat David obývají Židé, přičemž osídlení v tomto regionu je převážně židovské. Aglomerace Nazaretu, kterou obývají převážně izraelští Arabové, začíná až cca 7 kilometrů severovýchodním směrem.
Ramat David je na dopravní síť napojen pomocí dálnice číslo 73. Jižně od obce prochází i železniční trať v Jizre'elském údolí obnovená roku 2016, na níž zde funguje stanice Migdal ha-Emek – Kfar Baruch.

## Dějiny
Ramat David byl založen v roce 1926. Šlo o součást nové osidlovací vlny v Jizre'elském údolí, kde toho roku vznikly i vesnice Sarid, Gvat, Mišmar ha-Emek, Kfar Jehošua a Kfar Baruch.
Zakladateli byla skupina židovských přistěhovalců, kteří do tehdejší mandátní Palestiny přišli roku 1920 z Ruska, Rumunska a Polska v rámci třetí aliji. V letech před ustavením trvalé osady tato skupina působila na několika místech v Palestině a roku 1927 se usadila poblíž vesnice Nahalal, v lokalitě nazývané tehdy Bustan Ajn Bida Po arabských nepokojích v roce 1929 se členové komunity rozhodli, že stávající místo uprostřed močálů v centru údolí je z bezpečnostních důvodů nevhodné a přemístili se proto o něco severněji, do nynější lokality.
Ve stejné době skupina britských Židů přispěla finančně na zřízení nové židovské osady. Tato iniciativa se pak spojila s předchozí osadnickou skupinou. Původně byla nazývána Ajanot (עינות). Obě skupiny si ale v rámci kibucu udržovaly vlastní strukturu a docházelo mezi nimi k názorovým sporům. Ty nakonec vyvrcholily počátkem 50. let 20. století odchodem části osadníků, kteří pak založili nový kibuc Jif'at. Roku 1955 pak byla vesnice přejmenována na Ramat David po Davidovi Lloydu Georgeovi, bývalém premiérovi Velké Británie, za jehož vlády byla vydána Balfourova deklarace.
Roku 1949 měla vesnice 256 obyvatel a rozlohu katastrálního území 3750 dunamů (3,75 kilometrů čtverečních).
Ekonomika kibucu je založena na zemědělství a průmyslu. Kibuc prošel privatizací a jeho členové jsou odměňováni individuálně, prodle odvedené práce. Privatizace proběhla roku 2003. V obci fungují zařízení předškolní péče o děti. Základní školy jsou v okolích vesnicích.

## Demografie
Obyvatelstvo kibucu Ramat David je sekulární. Podle údajů z roku 2014 tvořili naprostou většinu obyvatel v Ramat David Židé (včetně statistické kategorie "ostatní", která zahrnuje nearabské obyvatele židovského původu ale bez formální příslušnosti k židovskému náboženství).
Jde o menší sídlo vesnického typu s dlouhodobě kolísající populací. K 31. prosinci 2014 zde žilo 445 lidí. Během roku 2014 populace stoupla o 3,5 %.
| Rok            | 1948 | 1949 | 1961 | 1972 | 1983 | 1995 | 2001 | 2003 | 2004 | 2005 | 2006 | 2007 | 2008 | 2009 | 2010 | 2011 | 2012 | 2013 | 2014 |
| -------------- | ---- | ---- | ---- | ---- | ---- | ---- | ---- | ---- | ---- | ---- | ---- | ---- | ---- | ---- | ---- | ---- | ---- | ---- | ---- |
| Počet obyvatel | 349  | 256  | 319  | 291  | 350  | 305  | 215  | 267  | 253  | 248  | 233  | 216  | 209  | 436  | 438  | 447  | 383  | 430  | 445  |